# Nagato (nave da battaglia)
La Nagato (長門) fu una corazzata della Marina imperiale giapponese e fu la prima nave da guerra al mondo dotata di cannoni principali da 406mm (16") type 3. Prima della Yamato, era la più grande nave da guerra del Giappone e veniva impiegata come ammiraglia della flotta combinata. Fu l'unica corazzata giapponese a non essere affondata durante la Seconda Guerra Mondiale.

## Storia
La Nagato fu impostata nell'Arsenale Navale di Kure il 28 agosto 1917, varata il 9 novembre 1919 e completata il 15 novembre 1920; venne sottoposta ad importanti modifiche nel 1936, durante le quali furono eliminate le caldaie per la combustione del carbone, e furono riqualificate la sua corazza e le armi contraeree. La dottrina navale giapponese del periodo, evoluzione di quella teorizzata nel 1907, era denominata "Hachihachi Kantai" cioè "otto, otto" (otto corazzate, otto incrociatori da battaglia) intese come navi necessarie per poter tenere testa ai possibili avversari, che in effetti dopo la battaglia di Tsushima e la distruzione della flotta russa al momento si riducevano agli Stati Uniti.
La Nagato fu la prima nave da battaglia con cannoni più grandi di 381 mm,: montava pezzi da 406 mm (16,1"); inoltre la Nagato vantava il primato di velocità massima pari a 25 nodi (circa 49 km/h), con 26,7 nodi raggiunti durante le prove il 23 novembre 1920. Dopo la stipulazione del trattato navale di Washington nel 1922, la Nagato, con i suoi cannoni da 406 mm, fu considerata una delle sette navi più grandi al mondo, insieme alla sua gemella Mutsu, alle 3 americane classe Colorado e alle due inglesi classe Nelson. Esercitò sempre il ruolo di ammiraglia, tranne durante il periodo di riparazioni e modifiche, costituendo l'orgoglio del popolo giapponese.
Il 1º settembre 1923 insieme alle altre corazzate della Divisione da battaglia 1 partecipò alle operazioni di soccorso per il Grande terremoto del Kantō del 1923.

### Le operazioni durante la seconda guerra mondiale
Allo scoppio della seconda guerra mondiale, la Nagato, sotto il comando del capitano Yano Hideo, formava, insieme alla sua nave gemella, la Mutsu, la I Divisione da Battaglia. Successivamente fu la nave ammiraglia della flotta combinata, battendo bandiera dell'ammiraglio Isoroku Yamamoto. Il 2 dicembre 1941, dalla baia di Hiroshima, la Nagato inviò il segnale Niitakayama nobore 1208 "scalare il monte Niitaka 12:08 (ora giapponese)", che diede il via alle operazioni culminate il 7 dicembre con l'attacco di Pearl Harbor e con l'avvio della guerra nell'Oceano Pacifico.
Il 12 febbraio 1942, l'ammiraglio Yamamoto trasferì la sua bandiera sulla nuova corazzata Yamato.
La Nagato navigò con la Yamato, la Mutsu, la Hosho, il Sendai, nove cacciatorpediniere e quattro navi ausiliarie, costituendo il corpo principale agli ordini dell'ammiraglio Yamamoto durante la battaglia delle Midway, nel giugno 1942, ma non ebbe occasione di prendere parte ad alcuna azione bellica. Dopo la battaglia riportò i sopravvissuti della Kaga in Giappone.
Nel 1943, sotto il capitano Hayakawa Mikio, la Nagato era di base a Truk nelle Isole Caroline. Dopo l'evacuazione dell'isola, nel febbraio 1944, fu alla fonda alle isole Lingga, vicino a Singapore.

### La battaglia del Golfo di Leyte
Nel giugno 1944, la Nagato prese parte all'Operazione A-Go, un attacco contro le forze alleate nelle isole Marianne. Durante l'operazione, nella battaglia del Mare delle Filippine, il 19 giugno 1944, si trovò sotto attacco aereo ma non riportò danni.
Nell'ottobre 1944 prese parte all'Operazione Shō-1, un attacco contro lo sbarco Alleato sull'isola di Leyte. Il 24 ottobre 1944, nella battaglia del Mare Sibuyan, la Nagato fu attaccata da varie ondate di bombardieri in picchiata americani. Alle 14:16 fu colpita da due bombe sganciate dagli aerei delle portaerei Franklin e  Cabot. La prima rese inservibili alcuni cannoni e danneggiò la presa d'aria della stanza caldaie nº 1, fermando un'elica per 25 minuti finché la presa d'aria non fu liberata. La seconda bomba colpì la sala mensa e la sala radio di prua, uccidendo 52 persone e ferendone 106. Il 25 ottobre la Forza Centrale (che comprendeva le corazzate Yamato, Nagato, Kongo e Haruna), superò lo stretto di San Bernardino e si diresse verso il Golfo di Leyte.

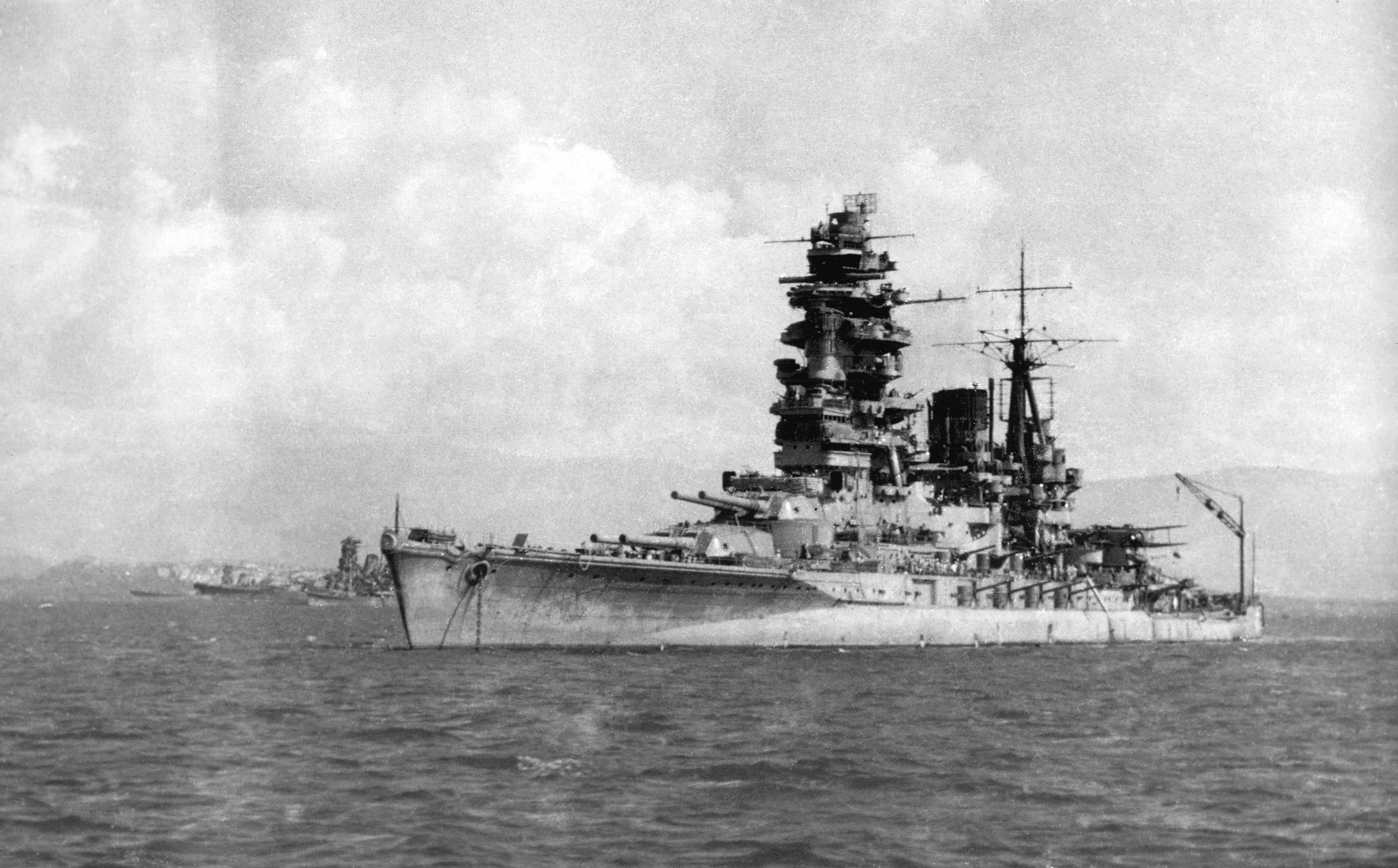
La Nagato a Brunei Bay nel 1944, prima della battaglia del Golfo di Leyte

Nella battaglia al largo di Samar, la Nagato impegnò le portaerei di scorta e i cacciatorpediniere dell'US Task Group 77.4.3. Alle 06:01 la corazzata aprì il fuoco sulla St. Lo, impiegando per la prima volta i suoi cannoni contro una nave nemica, senza colpirla. Alle 06:54 il cacciatorpediniere Heermann sparò una salva di siluri contro la Haruna; i siluri però mancarono la Haruna e si diressero verso la Yamato e la Nagato su direzioni parallele. Le due corazzate furono costrette ad allontanarsi dall'azione, dirigendosi a nord per 10 miglia (16 km), fino a quando i siluri finirono la propulsione. Ritornata in azione, la Nagato continuò ad impegnare le portaerei americane, sparando 45 proiettili da 16 pollici (406 mm) e 92 proiettili da 5,5 pollici (140 mm).
Alle 09:10 l'ammiraglio Takeo Kurita ordinò alla flotta di interrompere lo scontro e dirigersi a nord. Alle 10:20 ordinò nuovamente alla formazione di riprendere la rotta verso sud, ma quando la flotta si ritrovò sotto attacchi aerei sempre più pesanti, egli ordinò nuovamente il ritiro, alle 12:36. Alle 12:43 la Nagato fu colpita a prua da due bombe, ma il danno non fu grave.
Durante la ritirata, il 26 ottobre, la flotta giapponese subì continui attacchi aerei. La Nagato fu attaccata dai bombardieri in picchiata della Hornet e colpita da quattro bombe, con 38 morti e 105 feriti. Nel corso della giornata la corazzata sparò 99 proiettili da 16,1 pollici (406 mm) e 653 da 5,5 pollici (140 mm).
Il 25 novembre 1944, la Nagato rientrò a Yokosuka per le riparazioni. A causa della mancanza di carburante e dei materiali necessari, non fu possibile rimetterla in servizio e nel febbraio del 1945 fu riassegnata, come nave da difesa costiera. Nel giugno del 1945 i cannoni secondari e gli armamenti anti-aerei furono sbarcati. Il 18 luglio 1945 fu attaccata, a Yokusuka, da cacciabombardieri e aerosiluranti provenienti dalle portaerei Essex, Randolph, Bennington, Shangri-La e Belleau Wood e colpita da tre bombe, una delle quali uccise il comandante, il contrammiraglio Otsuka Miki.

## La fine della Nagato

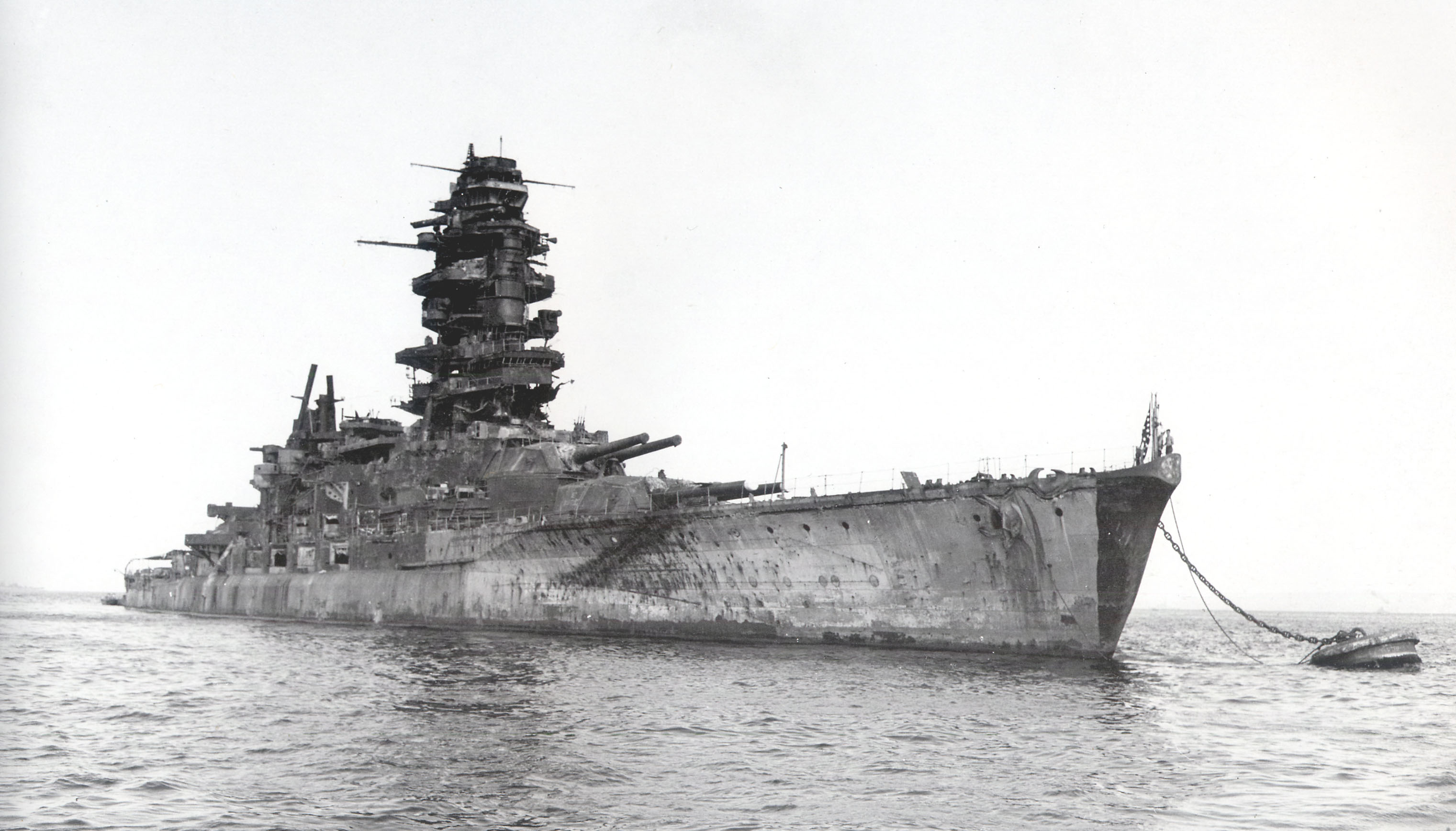
La Nagato nel 1946 dopo gli effetti di una delle esplosioni atomiche dell'operazione Crossroads

La gloriosa storia della corazzata Nagato ebbe fine con la sconfitta del Giappone, in seguito alla quale venne requisita dalle forze militari statunitensi. Nel 1946 venne utilizzata come nave bersaglio, insieme ad altre navi, fra cui l'incrociatore tedesco Prinz Eugen, nel corso delle esplosioni effettuate sull'atollo di Bikini, nelle Isole Marshall (operazione Crossroads), poligono atomico degli USA.
L'operazione Crossroads prevedeva tre test di ordigni nucleari, indicati come Able (esplosione in aria), Baker e Charlie (esplosioni sottomarine).
La prima prova (Able) ebbe luogo il 1º luglio 1946; la bomba, della potenza di 20 kton (20000 tonnellate di tritolo), non provocò che danni minimi alla corazzata.
La seconda prova (Baker) ebbe luogo il 25 luglio con la Nagato a soli 200 m dal punto dell'esplosione. La potenza della bomba era uguale a quella di Able, ma l'esplosione subacquea ebbe effetti devastanti. La Nagato dimostrò la sua elevata capacità difensiva e la validità della tecnologia nipponica: prima di affondare restò a galla 5 giorni; il relitto è ancora sui fondali di fronte all'atollo.